# Léonce Girardot
Léonce Girardot [léons žirardo] (30. dubna 1864 – 7. září 1922) byl francouzský automobilový závodník.

## Sportovní kariéra

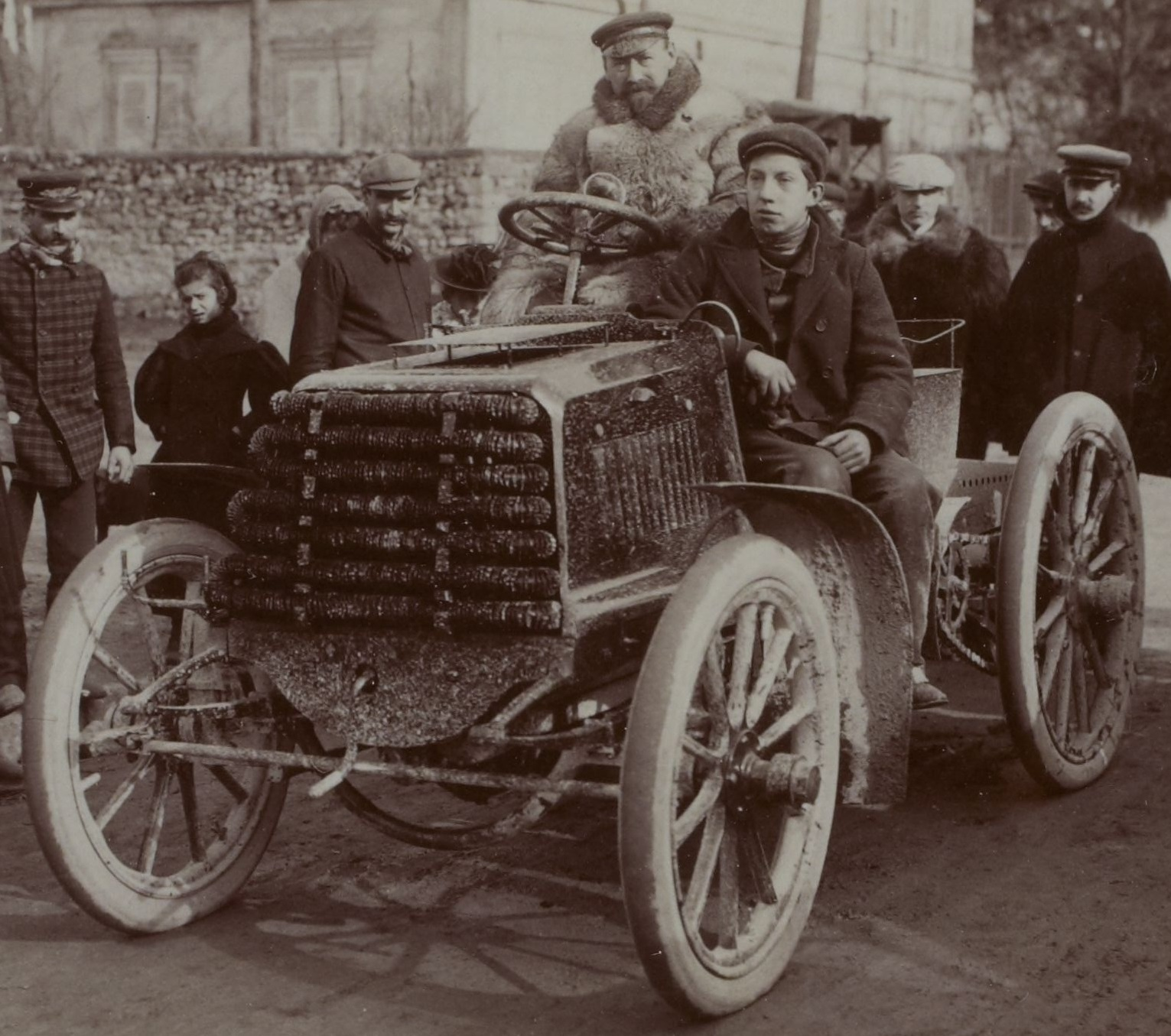
Léonce Girardot s vozem Panhard jako vítěz Course du Catalogue (únor 1900)

Léonce Girardot jezdil převážně s vozy Panhard & Levassor, vedoucí značky té doby. Jeho největšími konkurenty byli týmoví kolegové Fernand Charron a René de Knyff.
Girardot je považován za jednoho z nejlepších jezdců přelomu století, pro své výsledky získal přezdívku Le Docteur de l'Automobile, ale také L'éternel second (česky „věčně druhý“).
Girardotova „série“ začala druhým místem v závodě Paříž–Amsterdam–Paříž v roce 1898, stejného výsledku dosáhl v Tour de France automobilů v roce 1899. V závodě Paříž–Bordeaux v témže roce byl pro změnu třetí, na trati Paříž–Lyon v roce 1900 opět druhý. Vítězství slavil ve druhém ročníku Poháru Gordona Bennetta v roce 1901, ovšem jen proto, že ostatní účastníci vůbec nedojeli.
V roce 1901 založil společně s týmovými kolegy Fernandem Charronem a Émile Voigtem společnost Automobiles Charron-Girardot-Voigt (C.G.V.), její závodní vozy však nebyly spolehlivé. Jediným případem, kdy vůz stáje závod dokončil, byl závod na okruhu Circuit des Ardennes v Ardenách v roce 1903, opět na druhém místě.
Po těžkém zranění při nehodě v přípravě na Pohár Gordona Bennettta 1905 Léonce Girardot závodní kariéru ukončil. V témže roce vymyslel a nechal si patentovat vylepšenou třecí spojku pro automobily (US Patent Nr. 787031).
Poté projekt C.G.V opustil a stal se konstruktérem u firmy G.E.M. v Puteaux. Od roku 1912 byl importérem vozidel Daimler Motor Company a ještě následující rok sestavoval vozidla ve své firmě Girardot v Puteaux (podvozky nakupoval u Automobiles Charron, motory s šoupátkovým rozvodem u firmy Panhard & Levassor).
Léonce Girardot zemřel v roce 1922.

## Výsledky
- 1897: 16. místo Paříž–Dieppe (Panhard)
- 1897: 24. místo Paris–Trouville (Bollée)
- 1898: 1. místo Paříž–Amsterdam–Paříž (na voze Panhard)
- 1899: 1. místo Paříž-Rouen–Paříž (Coupe de Périgord, Panhard 6 hp)
- 1899: 1. až 2. místo Paříž–Ostende (na voze Panhard 12 hp, umístění společně s Alfredem Velghe na voze Mors)
- 1899: 1. Paříž–Boulogne (Panhard 12 hp)
- 1899: 2. místo Tour de France automobile (Panhard 12 hp)
- 1899: 2. místo Nice–Castellane-Nice (Panhard 12 hp)
- 1899: 3. místo Paříž–Bordeaux (Panhard 12 hp)
- 1900: 1. místo Course du Catalogue (Panhard 12 hp)
- 1900: 2. místo Pohár Gordona Bennetta (Panhard 40 hp)
- 1901: 1. místo Pohár Gordona Bennetta (Panhard 40 hp)
- 1901: 2. místo Paříž–Berlín (Panhard)
- 1901: 3. místo Grand Prix de Pau (Panhard)
- 1902: 6. místo Circuit des Ardennes (C.G.V.)